# 마르쿠스 파비우스 퀸틸리아누스

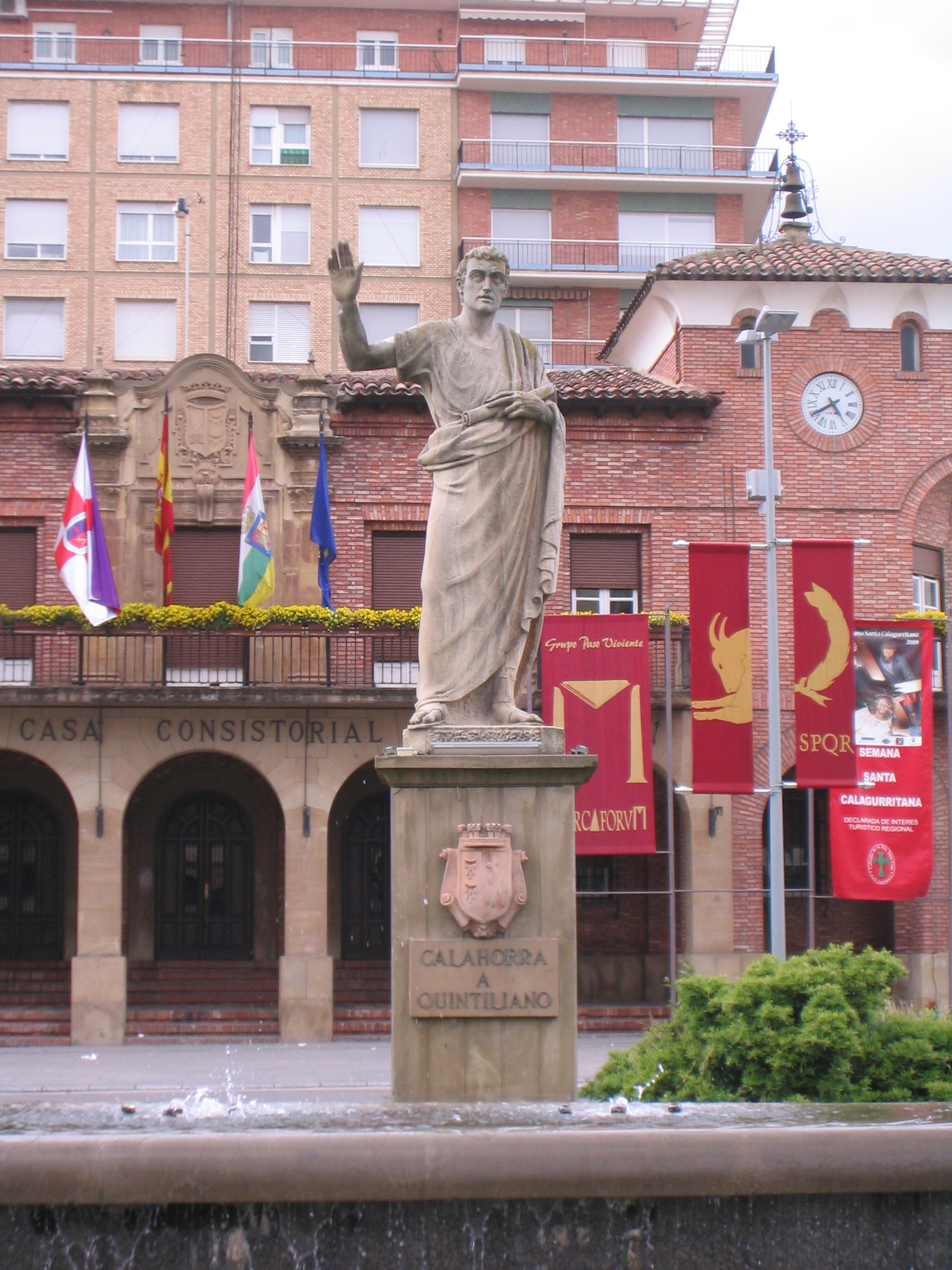

마르쿠스 파비우스 퀸틸리아누스(Marcus Fabius Quintilianus, 35? ~ 100?)는 히스파니아 출신으로 로마 제국의 수사학자이다. 중세, 르네상스 시대의 문헌에 많이 언급되어 있다. 설득적이고 효과적인 화법(話法)의 기술인 변론술(辯論術)을 가르쳤으며 그리스와 로마의 고전을 비평하였다.

## 교육사상
그는 에스파냐에서 출생하였는데, 부친이 로마에서 수사학자로 활약했기 때문에, 그도 부친을 따라 로마에서 법률과 수사학을 공부했다. 그는 후에 교육 실천가로서 수사학교에서 20년간 웅변술을 강의하고 이로 인해 당시 로마 황제 베스파시아누스(T. F. Vespasianus, 9-79)의 신임을 얻어 웅변술 교수의 칭호를 받고, 국가로부터 봉급을 지급 받는 로마 최초의 공교사(公敎師)가 되었다.
20년간의 웅변술 교수직을 그만둔 후 그는 웅변가 양성의 실제적 경험을 토대로 하여, 2년간에 걸쳐 12권에 달하는 <웅변교수론(Institutes of Oratory)>을 썼는데, 이것이 그의 대표적 저작이다. 1권과 2권에서는 주로 교육원리·교육방법·교과목 관리·훈련을 다루고, 3권에서 7권까지는 문장의 창작과 구상, 8권에서 12권까지는 웅변술, 교육의 이상과 웅변가의 이상 등을 논함으로써 로마의 대표적 교육사상가로서의 면모를 보여주고 있다. 그 후세의 교육사상가들은 퀸틸리아누스의 <웅변교수론>이 교육을 과학적으로 취급한 최초의 것이라고까지 평하고 있다. 그는 이상적 웅변가의 양성에 교육의 목적을 두고, 웅변가를 이상적으로 교육된 사람으로 보았다. 그것은 웅변가야말로 성실하고 선한 사람이기 때문이라고 하였다. 그가 말하는 웅변가는 단지 변론상의 특수한 재능면에서 우수할 뿐만 아니라, 인간으로서 사적 생활이나 공적 생활에 있어서 모두 모범적이어야 한다.
또한, 웅변가는 선한 도덕적 품성을 소유하고, 자유과의 교양을 충분히 습득해야 하며, 언어 표현력이 능숙해야 한다고 말하고 있다. 그는 훌륭한 변론가가 되려면 어릴 때부터 학문적 기초가 확고하게 구축되어야 한다고 주장하여 소년기 교육의 중요성을 논하였다. 또 그에 의하면 웅변가가 되려고 하는 아이는 다른 사람들과 같이 살아가는 동안에 다른 사람의 자극과 경쟁 속에서 자기의 역량을 길러야 하며, 또한 우정을 키워나가지 않으면 안 된다고 했다. 학교는 공공생활에의 준비를 위한 적절한 장소이며 사회생활에 중요한 우정 및 사회 연대의식을 싹트게 하는 장소가 된다고 했고, 아동은 교사나 부모 또는 가정교사의 가르침보다도 학우의 자극에 더 크게 영향을 받으므로 학교는 가정보다 대단히 우수한 교육 장소가 된다고 했다. 교사의 제일가는 임무는 아동의 특수한 성질·능력, 즉 기억력과 모방력 및 성격을 판별하여 각자의 개성에 따라 지도하는 것이라고 했다. 웅변교사로서 갖춰야 할 것으로 대화력·시 해석력·작문 능력 등과 다방면의 문예작품을 읽어 내용과 어휘를 풍부히 알고 있어야 하며, 음악적 소양(교양)과 천문학 및 철학을 연구하고, 웅변에 뛰어나야 한다고 주장했다. 퀸틸리아누스의 교육사상을 종합해 보면 다음과 같다. ① 체벌을 금하고, 체벌보다는 포상(褒賞)이 교육적 효과를 가져온다고 믿었다. ② 교사가 아동의 성질을 연구하여 개인차를 고려하여 교육할 것을 주장했다. ③ 조기교육을 지지하였다. ④ 학습에 있어서 흥미와 유희의 필요성을 인정하였다. ⑤ 학습에 있어서 경쟁의식을 조장하였다. ⑥ 교사 선택의 중요성을 지적하였다. ⑦ 가정보다 학교교육의 우위성을 인정하였다.

## 저서
퀀틸리아누스의 저서 중 유일하게 현존하는 것은 95년경에 간행된 총 12권의 수사학 교과서 '변론 가정 교육(Institutio Oratoria)'이다. 이 책은 수사학의 이론과 실제뿐만 아니라, 교육자이자 변론가인 퀀틸리아누스 자신의 성장과정도 적혀 있다.
그밖에, 퀀틸리아누스의 저서라고 하는 것으로 '대규모 변론집(Declamationes Majores)'과 '소규모 변론집(Declamationes Minores)'이 있는데, 실제 작가가 누구인가에 대해서는 논란이 있다.